# George Raft
George Raft, egentlig George Ranft, (26. september 1901 i New York City, New York, USA – 24. november 1980 i Los Angeles, Californien, USA) var en amerikansk filmskuespiller.
Han debuterede i 1929, og fik sit gennembrud med gangsterrollen i Scarface (1932). Han spillede siden hårde fyre i hårdkogte film som The Glass Key (Hvem dræbte Taylor Henry, 1935), They Drive by Night (De kører om natten, 1940) og Manpower (Højspænding, 1941) – og desuden i Billy Wilders ellevilde komedie Some Like It Hot (Ingen er fuldkommen, 1959). Raft drev eget spillekasino i Havana, men mistede det ved Castros magtovertagelse. Hans tilknytning til kriminelle miljøer blev i sidste ende en hindring for karrieren, bl.a. blev han nægtet indrejse til Storbritannien i 1960'erne.